# Laffaux
Laffaux ist eine französische Gemeinde mit 154 Einwohnern (Stand: 1. Januar 2022) im Département Aisne in der Region Hauts-de-France (frühere Region: Picardie). Sie gehört zum Arrondissement Soissons, zum Kanton Fère-en-Tardenois und zum Gemeindeverband Val de l’Aisne. Die Gemeinde ist Trägerin der Auszeichnung Croix de guerre 1914–1918.

## Geographie
Die Gemeinde Laffaux liegt am Westrand des Höhenzuges Chemin des Dames, elf Kilometer nordöstlich von Soissons. Zu Laffaux gehören die Ortsteile Le Moulin de Laffaux und La Ferme Notre-Dame. Laffaux wird im Westen von der Bahnstrecke La Plaine–Hirson berührt, durch den Osten führt die autobahnartig ausgebaute RN 2. Nachbargemeinden von Laffaux sind Vauxaillon im Norden, Allemant im Nordosten, Nanteuil-la-Fosse im Osten, Margival im Süden sowie Neuville-sur-Margival im Westen.

## Geschichte
Im Ersten Weltkrieg fanden 1917 in Laffaux Kämpfe am Chemin des Dames im Rahmen der Schlacht an der Aisne statt. Während des Zweiten Weltkriegs wurde im Wald teilweise auf dem Gemeindegebiet das Führerhauptquartier Wolfsschlucht 2 errichtet, das auch nach dem Krieg militärisch genutzt wurde. Hierfür wurden die Einwohner im Jahr 1944 umgesiedelt.

### Bevölkerungsentwicklung
| Jahr                       | 1962 | 1968 | 1975 | 1982 | 1990 | 1999 | 2006 | 2014 | 2022 |
| -------------------------- | ---- | ---- | ---- | ---- | ---- | ---- | ---- | ---- | ---- |
| Einwohner                  | 137  | 139  | 148  | 130  | 144  | 145  | 122  | 150  | 154  |
| Quellen: Cassini und INSEE |      |      |      |      |      |      |      |      |      |

## Sehenswürdigkeiten

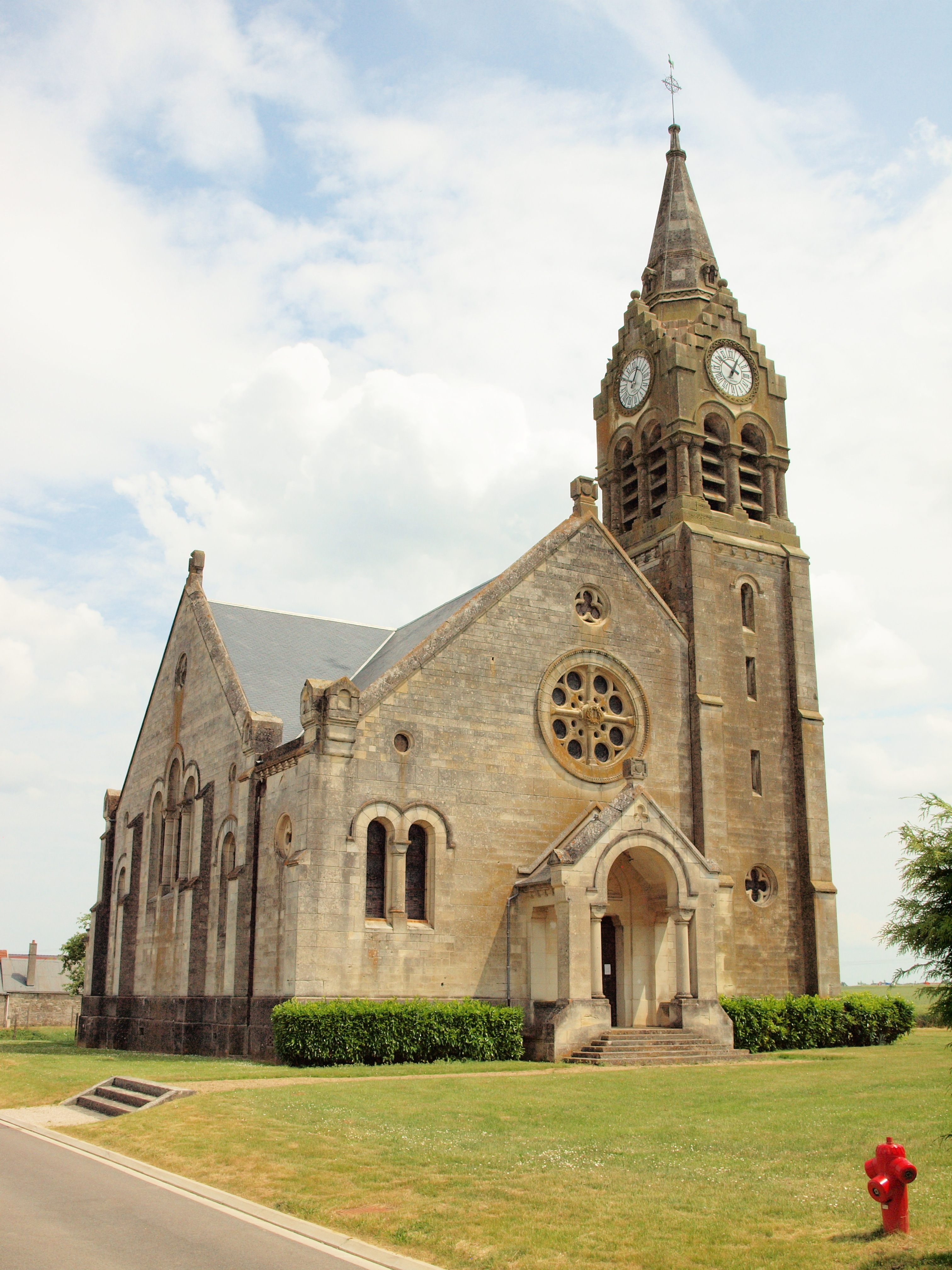
Kirche Notre-Dame
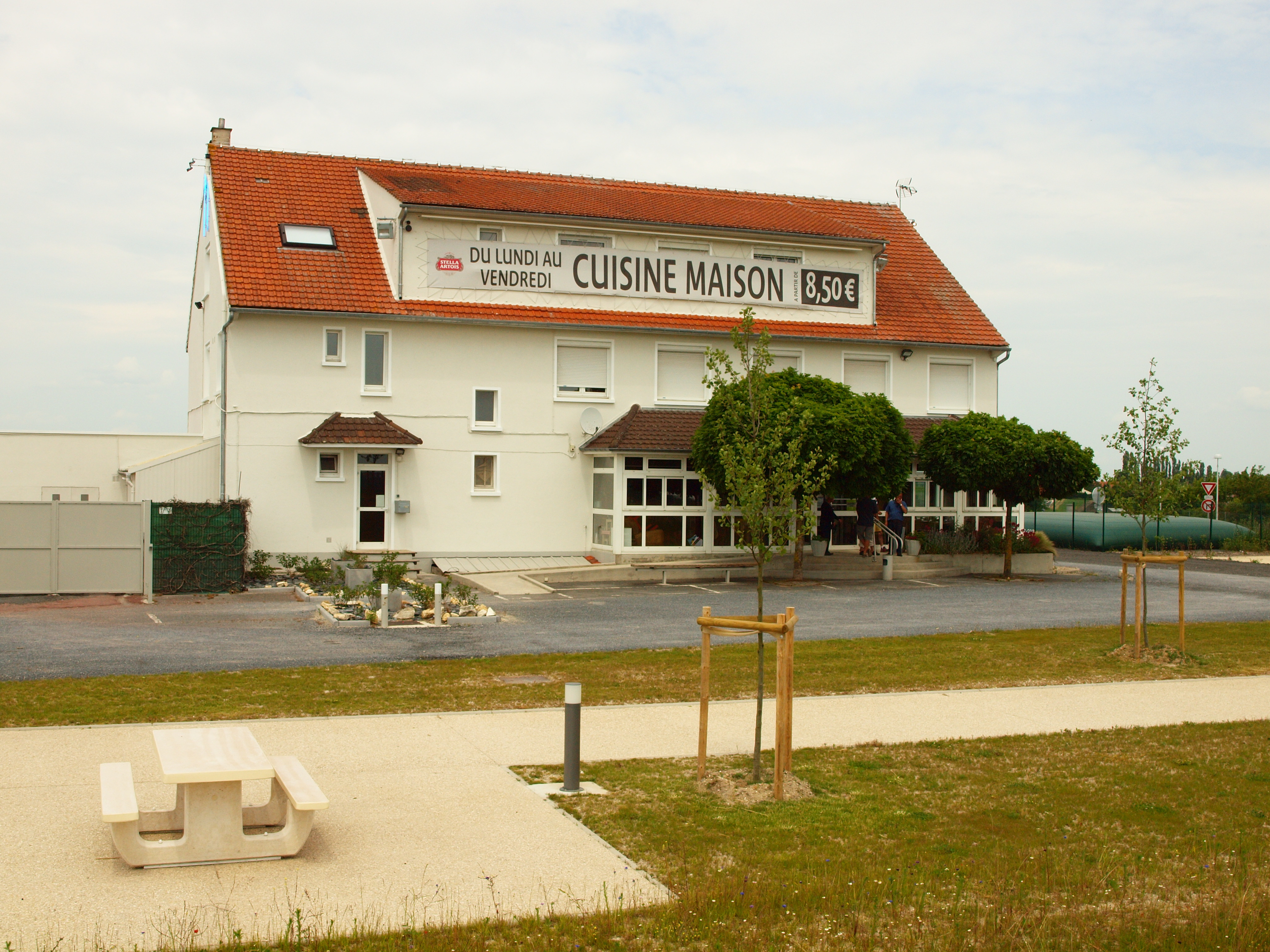
Gedenkstätte Moulin de Laffaux (von Louis Aragon literarisch verarbeitet) an die beiden Weltkriege, an der Route nationale, unter anderem mit dem Monument des crapouillots (Denkmal der Grabenmörser) und zahlreichen weiteren Denkmälern, ein Erinnerungsort (lieu de mémoire)
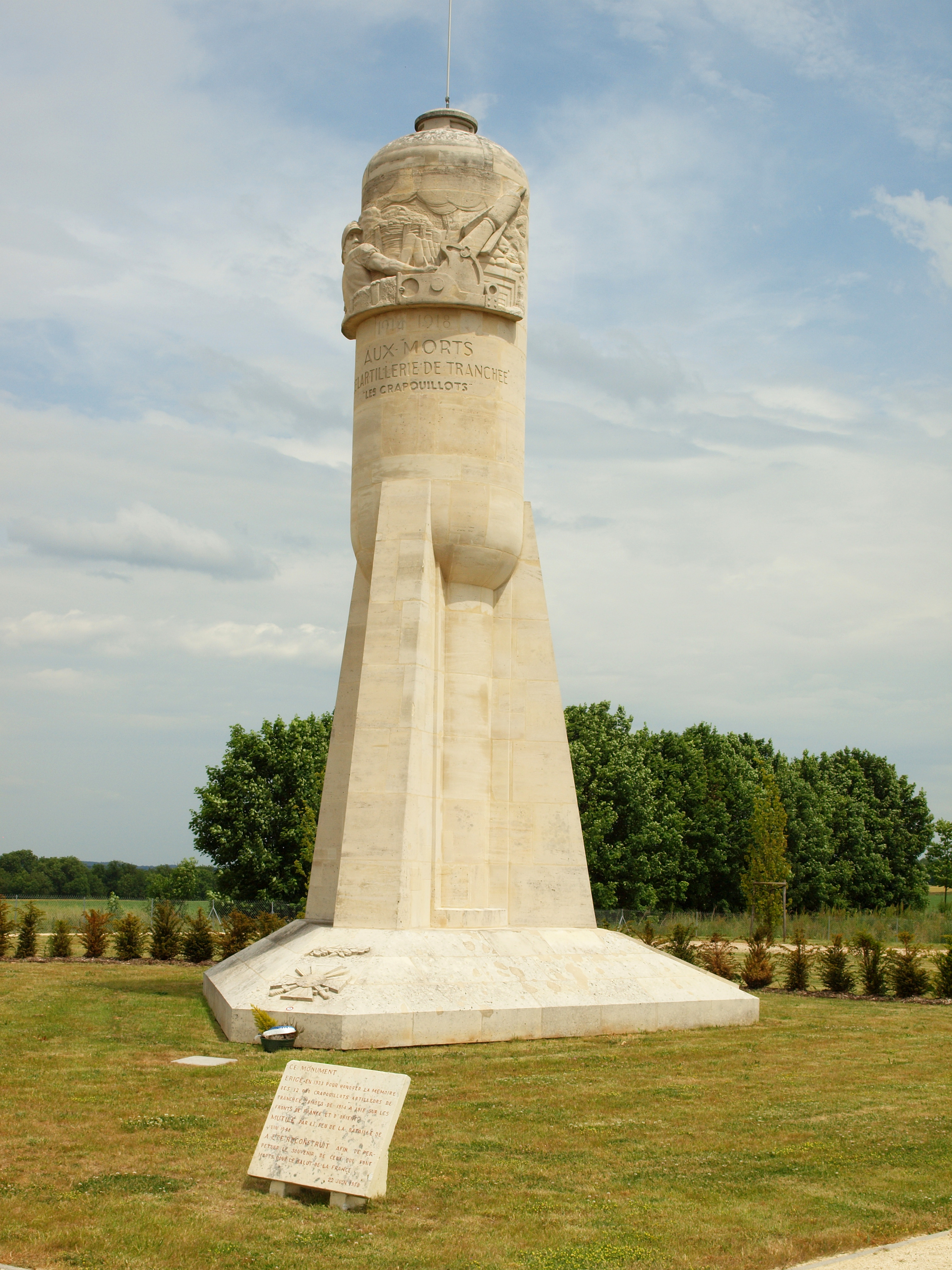
Monument aux crapouillots
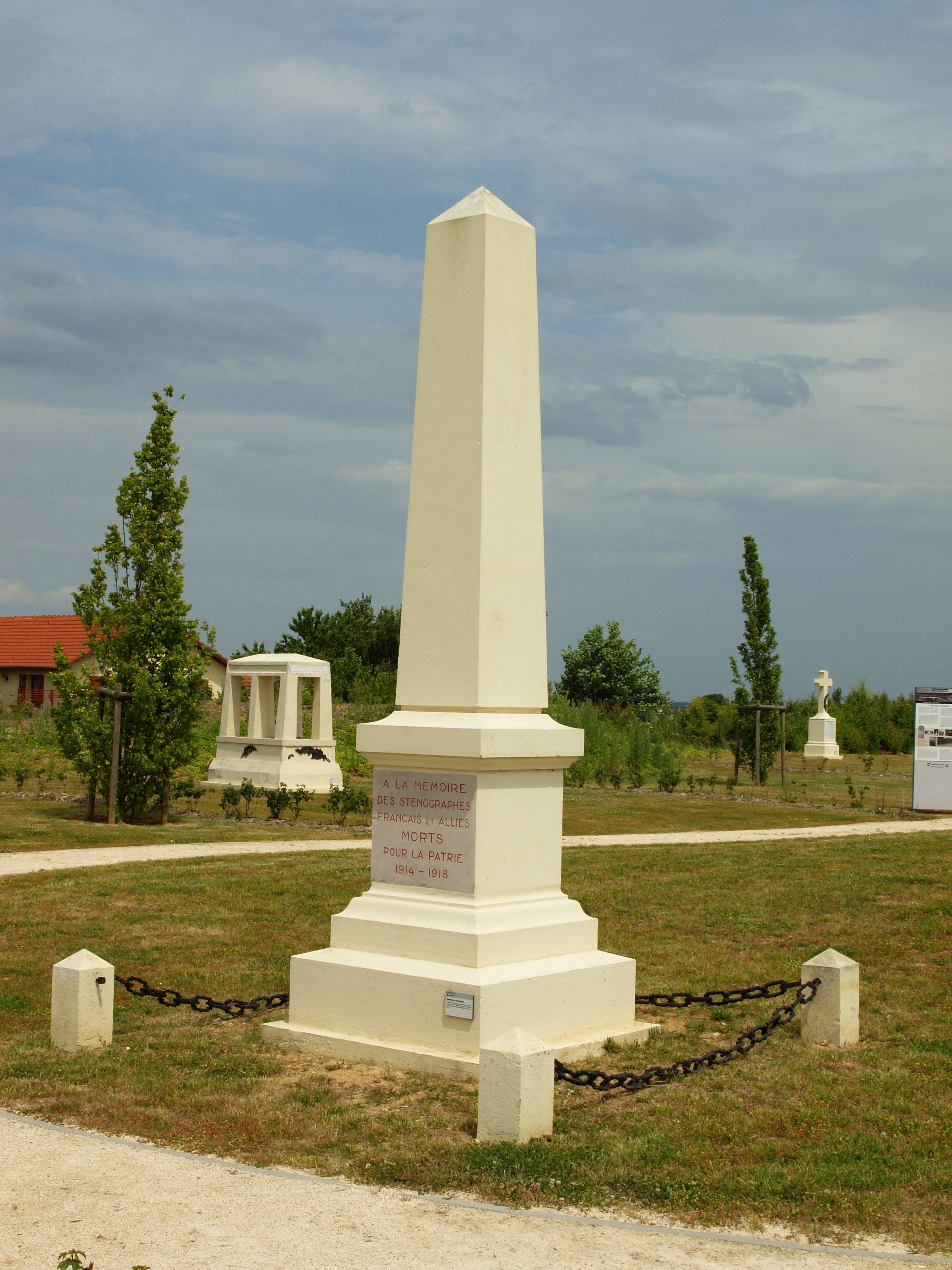
Monument aux sténographes
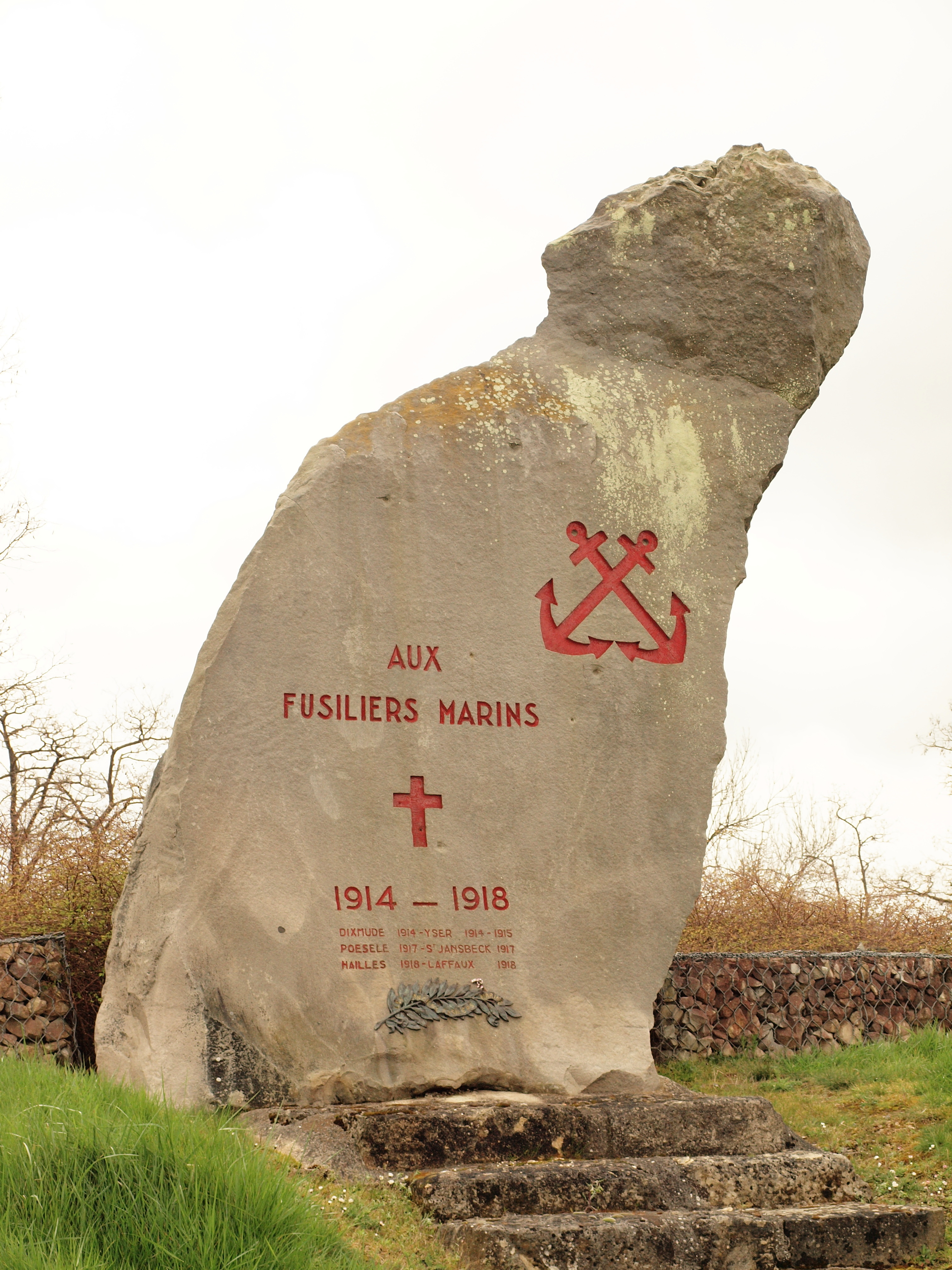
Monument des fusiliers marins
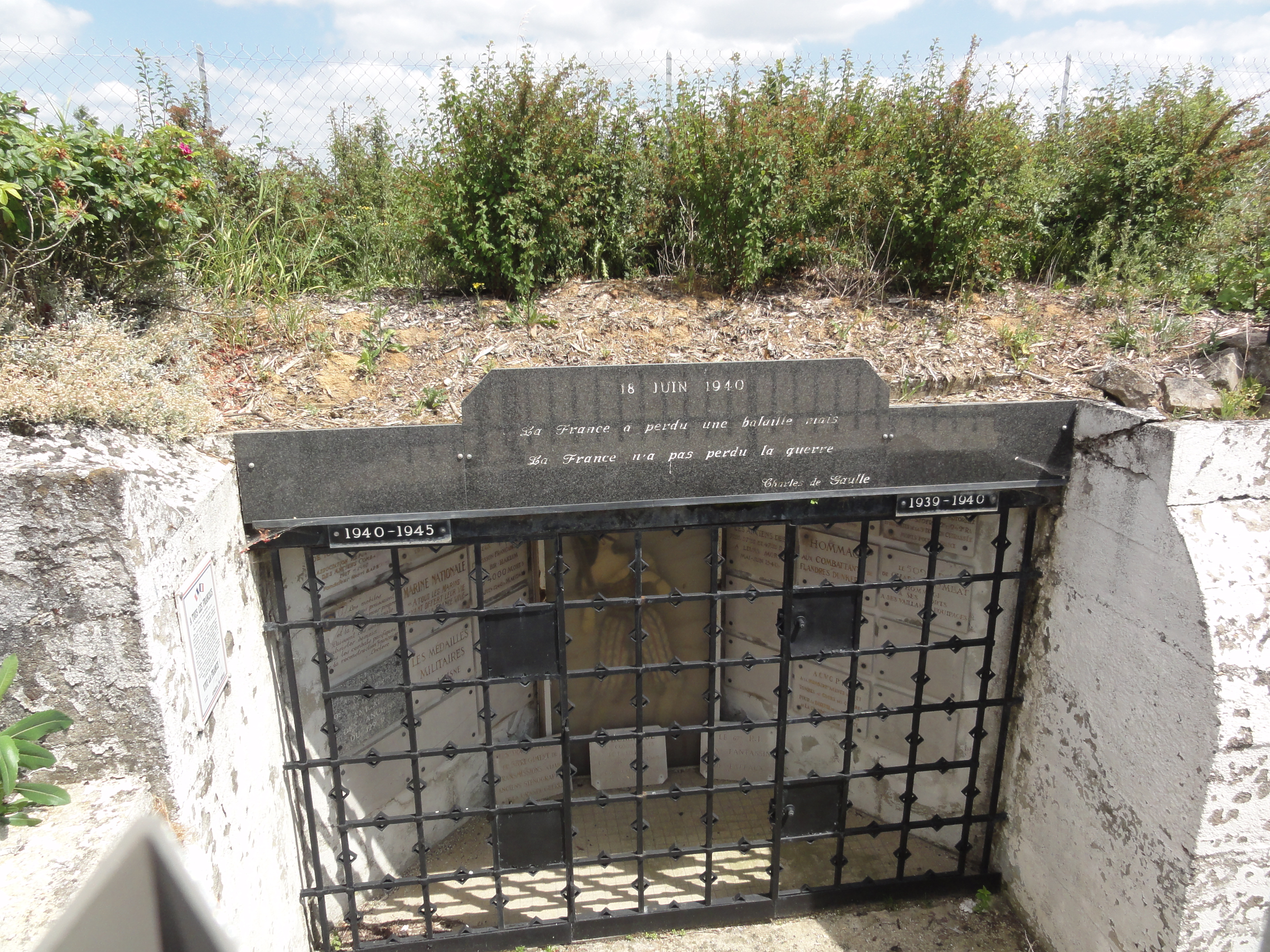
Gedenkstätte 1940

- Lavoir
- Wasserturm

- Kirche Notre-Dame
- Restaurant „Moulin de Laffaux“
- Monument aux crapouillots
- Monument aux sténographes
- Monument des fusiliers marins
- Gedenkstätte 1940